# Reyer Venezia Mestre (femminile)
La sezione femminile della società Reyer Venezia  è la principale squadra di pallacanestro femminile di Venezia.

## Storia

### La prima società
La Reyer Venezia femminile è stata vicecampione d'Italia nel 1942-43, dopo aver perso la finale contro la Canottieri Milano. Durante il campionato successivo, nel 1945-46, ha conquistato il titolo d'Alta Italia battendo in finale il Bernocchi Legnano e la Cestistica Bolognese; la fase finale (contro la vincente della Delegazione Centro-Sud) non venne disputata per difficoltà organizzative. La LegA Basket Femminile riconosce alla Reyer la vittoria dello scudetto 1946.
La Reyer è stata poi alcuni anni fuori dal giro della massima serie. Nel 1950-51 vi è rientrata, conquistando il quarto posto finale. Nel 1951-52 addirittura giunge terza, ma rinuncia all'iscrizione per la stagione successiva.

### Dopo la rifondazione
La Reyer Venezia rientra nella massima serie solo nel 2001-02, quando si salva ai play-out contro Treviglio. Nel 2002-03 deve ancora giocarsi la salvezza ai play-out, senza problemi. Migliora la situazione nel 2003-04, quando si ferma alle semifinali dei play-off per lo scudetto contro Parma. Anche nel 2004-05 l'Umana si qualifica per i play-off, in virtù del sesto posto finale.
Nel 2005-06 si classifica al nono posto e per due punti non può disputare i play-off. La stagione 2006-07 è la migliore della Reyer degli ultimi anni: si classifica al terzo posto al termine della stagione regolare e ai play-off esce solo in semifinale, eliminata dal Phard Napoli, laureatosi in seguito campione d'Italia, con due sconfitte di strettissima misura.
Il 16 marzo 2008 la Reyer si aggiudica la Coppa Italia battendo 61-59 la Cras Taranto al Palacampagnola di Schio. MVP Aleksandra Vujović con 27 punti nello scontro con Napoli e 16 punti contro Taranto.
Nella stagione 2008-09, la società veneziana si classifica al terzo posto e affronta ai quarti di finale dei play-off la Bracco Geas Sesto San Giovanni, battuto per 2-0, e in semifinale il Famila Schio campionesse d'Italia in carica, che cede per 2-1. In finale, la Reyer affronta il Taranto Cras Basket: vince gara-1, ma perde le tre successive ed è Taranto a vincere lo scudetto.

### La rinuncia e la ripartenza dalla B
Nell'estate 2011, la dirigenza comunica la rinuncia all'iscrizione alla massima serie a causa della «mancata concretizzazione di una serie di promesse». La Reyer riparte quindi dalla Serie B con una squadra composta dalle Under-19 vicecampionesse d'Italia 2010-2011. La società iscritta in B si chiama Serenissima ed è allenata da Andrea Liberalotto. La formazione veneta vince la Coppa Italia di Serie B contro Santa Marinella ed è infine promossa in Serie A2 dopo la finale play-off contro Lavagna.

### Promozione in A1 e vittoria Adriatic League
Nel 2012-13 il quintetto lagunare ha vinto il Girone Nord con due turni di anticipo ed è stato promosso in A1 dopo il successo su Udine. In seguito ha conquistato anche la Coppa Italia di categoria sconfiggendo la vincitrice del Girone Sud, Ragusa. La società centra inoltre il record di sette partecipazioni a finali giovanili d'Eccellenza su sette, tra squadre maschili e femminili.
Le nostre leonesse tornano rapidamente ai vertici: nel 2012/13, la promozione in A1 segue immediatamente quella in A2, con un record di una sola sconfitta in due stagioni e la seconda vittoria in Coppa Italia consecutiva (dopo quella di B arriva anche quella di A2). In A1, le orogranata si insediano in pianta stabile tra le squadre qualificate ai playoff e, a livello continentale, vincono nel 2014/15 la Lega Adriatica.

### Stagione 2016/2017
Sono gli anni del consolidamento in vetta, sia in campionato (dove le orogranata centrano sempre la semifinale scudetto), sia in Europa, con l’Umana Reyer che raccoglie più di una soddisfazione in EuroCup Women.

### Il cammino Europeo
È una straordinaria stagione europea per le ragazze (peraltro sempre protagoniste anche in campionato, dove chiudono la regular season al secondo posto). La cavalcata in EuroCup Women dell’Umana Reyer femminile è una progressione di emozioni (indimenticabile, nel cammino europeo stagionale, la rimonta da -20 nella semifinale con le turche di Hatay) e di nuovi traguardi centrati, fino all’atto conclusivo della doppia finale con le altre turche del Galatasaray, “retrocesse” dall’Eurolega. Le turche ipotecano la Coppa nella gara d’andata, vinta 90-68, ma, pur non riuscendo a rimettere in piedi la differenza canestri, le orogranata con grande orgoglio si aggiudicano quantomeno il successo nella gara di ritorno per 72-65, con l’applauso del pubblico di un Taliercio mai così pieno per un incontro di basket femminile.

### Lo scudetto Under 20
Il 19 maggio 2019 vince al Palasport Zauli la O.ME.P.S. Givova Battipaglia di Ielasi, con il punteggio di 48-72, aggiudicandosi la "Coppa Italiana Under 20 Femminile – Trofeo Givova".

### La pandemia e la vittoria della seconda Supercoppa
Il coronavirus ha interrotto la stagione sportiva 2019/2020, ma la ripresa dell’attività agonistica è avvenuta ancora all’insegna dei colori orogranata. Le ragazze allenate da coach Ticchi sono riuscite nell’impresa di espugnare il parquet dell’eterna rivale Schio, mettendo in bacheca la seconda Supercoppa italiana della storia. E la stagione è continuata con la finale di Coppa Italia a Bologna.

### Sul tetto d'Italia dopo 75 anni
La stagione 2020/21 sarà per sempre ricordata come quella dei record per la prima squadra femminile dell’Umana Reyer: la formazione orogranata allenata da coach Giampiero Ticchi che ha vinto, considerando tutte le competizioni, 42 partite sulle 47 disputate, arrivando a contendersi tutte e quattro le finali possibili: due vinte, Supercoppa italiana e scudetto, e due perse, Coppa Italia ed EuroCup Women. Traguardi, quelli sul suolo nazionale, che hanno un sapore speciale perché arrivati contro Schio, squadra di altissimo livello (vittoriosa in sette degli ultimi nove campionati italiani). Il successo femminile è il culmine della programmazione della società che ha investito tanto sul proprio settore giovanile come istruttori ed atlete e che è arrivata a vincere il premio più bello, quello tricolore, con ragazze cresciute nel proprio vivaio come Francesca Pan (MVP di Supercoppa e finali scudetto) e Elisa Penna, e con Debora Carangelo arrivata alla nona stagione consecutiva in Reyer e prima orogranata di sempre per presenze.

## Cronistoria
| Cronistoria della Reyer Venezia Mestre |
| --- |
| - 1925 · fondazione della Società Ginnastica Reyer Venezia. - 1934 · diventa A.S.F. Veneziana Reyer. - 1934 · 2ª nel Girone A di Divisione Nazionale, non si iscrive ai campionati seguenti. - 1941-42 · 2º nel Terzo Girone di Serie B, ammessa in Serie A. - 1942-43 · 1ª nel Girone B di Serie A. - 1943-45 · attività sospesa per cause belliche. - 1945-46 · vince il girone veneto, 1ª nella Semifinale A, 1ª nel girone finale Nord e nello spareggio di finale Alta Italia. La finale per il titolo nazionale non fu disputata. Viene assegnato alla Reyer Venezia lo scudetto 1945-46 (1º titolo). - 1946-47 · 3ª nel Girone 1 di prima fase della Divisione Nazionale. - 1947-1949 · - 1949-50 · 1ª nel Girone finale di Serie B, promossa in Serie A. - 1950-51 · 4ª in Serie A. - 1951-52 · 3ª in Serie A, non si iscrive al campionato seguente. - 1998 · Rifondazione, si iscrive in Serie B. - 1998-99 · - 1999-00 · Osra, 3ª nel Girone A di Serie A2. - 2000-01 · Osra, 4ª nel Girone A di Serie A2, 1ª nella Poule 1, promossa in Serie A1. - 2001-02 · Osra, 13ª in Serie A1, salva ai play-out. - 2002-03 · Italsoft, 11ª in Serie A1, salva ai play-out. - 2003-04 · Umana, 4ª nel Girone A di Serie A1, 1ª nel Gruppo A di seconda fase, 4ª dopo i play-off. - 2004-05 · Umana, 6ª in Serie A1, quarti dei play-off. - 2005-06 · 9ª in Serie A1. - 2006-07 · Umana, 3ª in Serie A1, semifinalista play-off. - 2007-08 · 3ª in Serie A1, semifinalista play-off; vince la Coppa Italia (1º titolo). - 2008-09 · 3ª in Serie A1, finalista play-off; vince la Supercoppa Italiana (1º titolo); Semifinalista in Coppa Italia. - 2009-10 · 4ª in Serie A1, semifinalista play-off. - 2010-11 · 5ª in Serie A1, quarti dei play-off, rinuncia a giocare in A1; Semifinalista in Coppa Italia. - 2011-12 · 1ª nel Girone D di Serie B, 1ª nel concentramento promozione 3, vince i play-off, promossa in Serie A2; vincitrice della Coppa Italia di Serie B (1º titolo). - 2012-13 · Umana, 1ª nel Girone Nord di Serie A2, promossa in Serie A1; vincitrice della Coppa Italia di Serie A2 (1º titolo). - 2013-14 · Umana, 5ª in Serie A1, quarti dei play-off. - 2014-15 · Umana, 4ª in Serie A1, semifinali dei play-off; vincitrice della Lega Adriatica femminile (1º titolo). - 2015-16 · Umana, 4ª in Serie A1, semifinali dei play-off; semifinalista in Coppa Italia; quarti di finale nell'Eurocoppa. - 2016-17 · Umana, 3ª in Serie A1, semifinali dei play-off; semifinalista in Coppa Italia; ottavi di finale nell'Eurocoppa. - 2017-18 · Umana, 2ª in Serie A1, semifinali dei play-off; semifinalista in Coppa Italia; finalista nell'Eurocoppa. - 2018-19 · Umana, 2ª in Serie A1, semifinali dei play-off; semifinalista in Coppa Italia; sedicesimi nell'Eurocoppa. - 2019-20 · Umana, 2ª in Serie A1. N.D. Competizione Eurocoppa annullata causa pandemia globale COVID-19. - 2020-21 · Umana, 1ª in Serie A1, campione d'Italia (2º titolo); Vince la Supercoppa Italiana (2º titolo); finalista in Coppa Italia; finalista nell'Eurocoppa. - 2021-22 · Umana, 2ª in Serie A1, semifinali dei play-off; finalista di Supercoppa italiana; semifinalista in Coppa Italia; regular season di Eurolega, finalista nell'Eurocoppa. - 2022-23 · Umana, 3ª in Serie A1, semifinali dei play-off; finalista in Coppa Italia; semifinalista nell'Eurocoppa. - 2023-24 · Umana, 1ª in Serie A1, campione d'Italia (3º titolo); finalista di Supercoppa italiana; finalista in Coppa Italia; semifinalista nell'Eurocoppa. - 2024-25 · Umana, 2ª in Serie A1, finalista nei play-off scudetto; Vince la Supercoppa Italiana (3º titolo); finalista in Coppa Italia; seconda fase di Eurolega. |

## Allenatori
- 1942-1943  Enrico Garbosi[14]

---
- 1945-1946  Amerigo Penzo[15]

---
- 1950-1952  Guido Manzini[16]

---
- 2001-2002  Gianfranco Dalla Costa[17]
- 2002-2003  Andrea Petitpierre
- 2003-2007  Stefano Michelini
- 2007-2009  Massimo Riga
- 2009-2010  Eugenio Dalmasson
- 2010-2011  Paolo Rossi[18][19]
- 2011-2019  Andrea Liberalotto
- 2019-2021  Giampiero Ticchi
- 2021-2022  Massimo Romano (fino a nov. 2021)
 Juan Pernias Escrig (ad interim, a nov. 2021)
 Andrea Mazzon (da nov. 2021)
- 2022-  Andrea Mazzon

## Palmarès

### Titoli nazionali
- Campionato italiano: 3

1945-1946, 2020-2021, 2023-2024
- Coppa Italia: 1

2008
- Supercoppa italiana: 3

2008, 2020, 2024
- Campionato italiano di Serie A2: 1

2012-2013
- Coppa Italia di Serie A2: 1

2013.
- Campionato italiano di Serie B: 1

2011-2012
- Coppa Italia di Serie B d'Eccellenza: 1

2011-2012

### Titoli internazionali
- Lega Adriatica femminile: 1

2014–15

### Competizioni giovanili
- Campionato italiano Under 20: 1

2017-18
- Campionato italiano Under 18: 4

2012-13, 2015-16, 2016-17, 2018-19
- Campionato italiano Under 16: 3

2004-05, 2013-14, 2014-15
- Campionato italiano Under 15: 2

2012-13, 2013-14

## Statistiche e record

### Partecipazione ai campionati
| Livello | Categoria               | Partecipazioni | Debutto   | Ultima stagione | Totale |
| ------- | ----------------------- | -------------- | --------- | --------------- | ------ |
| 1º      | Serie A1                | 22             | 2001-2002 | 2024-2025       | 28     |
| 1º      | Serie A                 | 3              | 1942-1943 | 1951-1952       | 28     |
| 1º      | Divisione nazionale     | 3              | 1934      | 1946-1947       | 28     |
| 2º      | Serie A2                | 3              | 1999-2000 | 2012-2013       | 5      |
| 2º      | Serie B                 | 2              | 1941-1942 | 1949-1950       | 5      |
| 3º      | Serie B (terzo livello) | 2              | 1998-1999 | 2011-2012       | 2      |

Reyer Venezia ha disputato complessivamente 35 stagioni sportive a livello nazionale.

## Roster 2024-2025
| Umana Reyer Venezia | Umana Reyer Venezia |
| Giocatrici          | Staff tecnico       |
| ------------------- | ------------------- |

| N. | Naz.                   | Ruolo | Nome              | Anno | Alt.   | Peso |  |
| -- | ---------------------- | ----- | ----------------- | ---- | ------ | ---- |  |
| 0  | Italia (bandiera)      | G     | Caterina Logoh    | 2003 | 180 cm |      |  |
| 1  | Francia (bandiera)     | PG    | Lisa Berkani      | 1997 | 175 cm |      |  |
| 3  | Stati Uniti (bandiera) | G     | Kamiah Smalls     | 1998 | 178 cm |      |  |
| 6  | Italia (bandiera)      | P     | Matilde Villa     | 2004 | 172 cm |      |  |
| 7  | Italia (bandiera)      | AC    | Giuditta Nicolodi | 1995 | 185 cm |      |  |
| 9  | Italia (bandiera)      | GA    | Francesca Pan (C) | 1997 | 180 cm |      |  |
| 10 | Serbia (bandiera)      | C     | Dragana Stanković | 1995 | 195 cm |      |  |
| 13 | Italia (bandiera)      | AC    | Lorela Cubaj      | 1999 | 193 cm |      |  |
| 15 | Italia (bandiera)      | A     | Maria Miccoli     | 1995 | 183 cm |      |  |
| 19 | Italia (bandiera)      | A     | Martina Fassina   | 1999 | 183 cm |      |  |
| 22 | Italia (bandiera)      | P     | Mariella Santucci | 1997 | 170 cm |      |  |
| 34 | Finlandia (bandiera)   | A     | Awak Kuier        | 2001 | 195 cm |      |  |

| Allenatore                                                                                              |
| - Andrea Mazzon                                                                                         |
| Assistente/i                                                                                            |
| - Michele Dall'Ora - Francesca Di Chiara Legenda - (C) Capitano Roster Aggiornato al: 24 settembre 2024 |

### Staff
- Allenatore: Andrea Mazzon
- Assistenti: Michele Dall'Ora, Francesca Di Chiara
- Direttore generale: Paolo Roberto De Zotti
- Team Manager: Pietro Scibetta
- Preparatori atletici: Davide Rocco, Chiara Francesca Doda
- Dirigenti: Eugenio Dalmasson, Massimiliano Casoni
- Fisioterapisti: Riccardo Cardani, Martina Vianello, Antonella Bon
- Medico sociale: Diego Turchetto, Fulvio Di Tonno